# Monomorium senegalense
Monomorium senegalense är en myrart som beskrevs av Julius Roger 1862. Monomorium senegalense ingår i släktet Monomorium och familjen myror. Inga underarter finns listade i Catalogue of Life.